# Duripelta
Duripelta is een geslacht van spinnen uit de  familie van de Orsolobidae.

## Soorten
- Duripelta alta Forster & Platnick, 1985
- Duripelta australis Forster, 1956
- Duripelta borealis Forster, 1956
- Duripelta egmont Forster & Platnick, 1985
- Duripelta hunua Forster & Platnick, 1985
- Duripelta koomaa Forster & Platnick, 1985
- Duripelta mawhero Forster & Platnick, 1985
- Duripelta minuta Forster, 1956
- Duripelta monowai Forster & Platnick, 1985
- Duripelta otara Forster & Platnick, 1985
- Duripelta pallida (Forster, 1956)
- Duripelta paringa Forster & Platnick, 1985
- Duripelta peha Forster & Platnick, 1985
- Duripelta scuta Forster & Platnick, 1985
- Duripelta totara Forster & Platnick, 1985
- Duripelta townsendi Forster & Platnick, 1985
- Duripelta watti Forster & Platnick, 1985